# Samuel H. Piles
Samuel H. Piles (Smithland, 1858. december 28. – Los Angeles, 1940. március 11.) az Amerikai Egyesült Államok szenátora (Washington, 1905–1911).